# 張壽鎬
張壽鎬（1880年—1927年），字子京。浙江省鄞縣人。

## 生平
生於1880年6月17日（光緒六年五月初十）。清朝末至民國年間學者和政府官員。清末曾先後任岑春煊，陸鍾琦，和齐耀琳的幕僚，湖北施南府知府。民國后曾任台州督銷局局長，下關稅務所所長，崑太稅務所所長，上海稅務所所長，（上海）鐵路稅務局代理局長等職。1912年10月任國民黨寧波交通部副部長。1913年至1916年當選為浙江省議會議員。約卒於1927年5月於上海。

## 著作
光緒28年，同張壽鏞和宋文蔚等合編 《皇朝掌故彙編》[内編60卷，卷首1卷；外編40卷，卷首1卷], 張壽鎬主編《内編》。